# Межмолекулярное взаимодействие
Межмолекулярное взаимодействие — взаимодействие между молекулами и/или атомами, не приводящее к образованию ковалентных (химических) связей.
Межмолекулярное взаимодействие имеет электростатическую природу. Предположение о его существовании было впервые использовано  Я. Д. Ван-дер-Ваальсом в 1873 году для объяснения свойств реальных газов и жидкостей. В наиболее широком смысле под ним можно понимать такие взаимодействия между любыми частицами (молекулами, атомами, ионами), при которых не происходит образования химических, то есть ионных, ковалентных или металлических связей. Иными словами, эти взаимодействия существенно слабее ковалентных и не приводят к существенной перестройке электронного строения взаимодействующих частиц. (Следует отметить, что сказанное выше лишь частично справедливо. Так, например, все ферментативные и каталитические реакции начинаются со слабого межмолекулярного взаимодействия субстрата и фермента или молекулы с катализатором, однако несколько подобных слабых взаимодействий при необходимой пространственной конфигурации активного центра фермента настолько сильно изменяет энергетическое состояние молекул или субстрата, что в конце концов приводит к разрыву одних и возникновению других ковалентных химических связей. Строго говоря, все ферментативные реакции начинаются с межмолекулярных взаимодействий субстрата и фермента, поэтому значение этих взаимодействий особенно велико в биохимии и молекулярной биологии, и по сути, является основой энзимологии).
Для малых молекул на больших расстояниях преобладают силы притяжения, которые могут иметь ориентационную, поляризационную (индукционную) и дисперсионную природу (см. подробнее в статьях Силы Ван-дер-Ваальса и Дисперсионные силы). При усреднении по вращению частиц, происходящему вследствие теплового движения, потенциал межмолекулярных сил обратно пропорционален шестой степени расстояния, а ион-дипольных (как с постоянным, так и с наведенным диполем) — четвёртой степени. На малых расстояниях начинают преобладать силы отталкивания электронных оболочек частиц. Особым случаем является водородная связь — возникающее на малом расстоянии взаимодействие между атомом водорода одной молекулы и электроотрицательным атомом другой, когда эти атомы несут достаточно большой эффективный заряд.
Упаковку частиц и расстояние между ними в конденсированной фазе, определяющиеся равновесием между притяжением и отталкиванием, можно предсказать, исходя из ван-дер-ваальсовых радиусов составляющих молекулы атомов (ионных в случае ионов): расстояния между атомами разных молекул не должны превышать суммы радиусов этих атомов. Для моделирования межмолекулярных взаимодействий используют эмпирические потенциалы, среди которых наиболее известны потенциалы Леннард-Джонса (отталкивание описывается двенадцатой степенью обратного расстояния, притяжение — шестой) и Бакингема (с более физически обоснованным экспоненциальным отталкиванием), из которых первый более удобен для расчетов. В конденсированной фазе, где мультипольное разложение для молекул плохо применимо из-за близости молекул друг к другу, может применяться метод атом-атомных потенциалов, основанный на тех же потенциалах, но уже для парных взаимодействий атомов и с добавкой кулоновских членов, описывающих взаимодействие их эффективных зарядов.
В настоящее время для количественного описания баланса межмолекулярных взаимодействий разработан математический метод расчета и анализа поверхности Хиршфельда (обычно по программе CrystalExplorer). Основные понятия приведены в , порядок проведения расчетов описан в примеры применения метода в .

## Межмолекулярное взаимодействие, водородная связь
Дипольная молекула создает вокруг себя электростатическое поле и ориентирует остальные диполи системы, что приводит к снижению энергии. Рассчитанная П.Кизомом средняя энергия ориентационного диполь-дипольного взаимодействия между полярными молекулами составляет:
{\displaystyle U_{or}=-{\frac {2}{3}}{\frac {\mu ^{4}}{r^{6}kT}},} (формула 1) где {\displaystyle \mu } — дипольный момент молекулы; r — расстояние между центрами молекул; k — константа Больцмана; T — температура по Кельвину.
Множитель (kT) в знаменателе отражает влияние флуктуации на ориентацию диполей вследствие теплового движения, которое возрастает с увеличением температуры. Кроме ориентационного, следует учитывать индукционный эффект ({\displaystyle U_{ind}}), то есть взаимодействие диполя с приведенным диполем, который, соответственно с П. Дебаем, равен :
{\displaystyle U_{ind}=-{\frac {2\alpha \mu ^{6}}{r^{6}}}.} (формула 2)
Ориентационные и индукционные силы возникают между полярными молекулами и не могут объяснить межмолекулярное взаимодействие между неполярными. Учитывание так сказать слабой квадруполь-квадруполь взаимодействия не решает проблему, тем более, что молекула типа {\displaystyle CH_{4}} и атомы инертных газов не имеют вообще квадрупольного момента (отметим, что квадрупольный момент (без дипольного) имеют молекулы типа {\displaystyle CO_{2},BeH_{2};} квадруполями можно считать двухатомные гомоядерные молекулы — {\displaystyle H_{2},N_{2},O_{2}} и т. д.).
Природа межмолекулярных сил в неполярных системах была определена Ф. Лондоном с помощью квантовой механики. Можно сказать лишь, что учитывание корреляции во время движения атомных электронов приводит к снижению энергии. Если движение электронов в разных атомах скоррелировано, то это также способствует снижению энергии. Атомы с подвижными электронами можно считать диполями, которые осциллируют с некоторой частотой {\displaystyle v_{0}}. При синхронном движении электронов мгновенные диполи ориентируются всегда так, что это приводит к снижению энергии:
{\displaystyle U_{disp}=-{\frac {3}{4}}{\frac {hv_{0}\alpha ^{2}}{r^{6}}}.} (формула 3)
Заменив {\displaystyle hv_{0}} на {\displaystyle I}, где {\displaystyle I} — энергия ионизации молекулы (атома), получим:
{\displaystyle U_{disp}=-{\frac {3}{4}}{\frac {I\alpha ^{2}}{r^{6}}}.} (формула 4) Эту формулу можно получить более последовательно (не применяя модель осциллирующих диполей) на основе теории возмущений.
Дж. Слетер и Дж. Кирквуд для взаимодействия многоэлектронных атомов вывели следующую формулу:
{\displaystyle U_{disp}=-{\frac {3}{4}}{\frac {\hbar e}{r^{6}}}{\sqrt {\frac {N\alpha ^{3}}{m}}},} (формула 5) где N — количество электронов на внешней оболочке; m — масса электрона; е — его заряд.
Формулы (3) и (5) совпадают при N=1, если вместо {\displaystyle v_{0}} подставить его выражение: {\displaystyle v_{0}=e/2\pi {\sqrt {\alpha m}}.} Из приведенных формул можно сделать вывод о том, что основная характеристика, которая определяет величину сил Лондона, — это поляризованность ({\displaystyle \alpha }) атомов (молекул). В связи с тем, что поляризованность тесно связана с коэффициентом преломления света и характеризует способность вещества к рассеиванию энергии (дисперсии) света, силы Лондона часто называют дисперсионными ({\displaystyle U_{disp}}).
Поляризованность зависит от размера частички, поэтому прочность молекулярных решеток должна возрастать с увеличением размеров атомов и молекул, которые взаимодействуют. Эта закономерность хорошо иллюстрируется увеличением температур кипения (аналогические зависимости наблюдаются для теплот и температур плавления, сублимации, испарения и т. д., то есть для величин, которые зависят от прочности молекулярных связей) в группе инертных газов, в гомологическом ряду парафинов.
| Вещество                                        | He     | Ne   | Ar     | Kr   | Xe   | Rn  | {\displaystyle CH_{4}} | {\displaystyle C_{2}H_{6}} | {\displaystyle C_{3}H_{8}} | {\displaystyle C_{4}H_{10}} | {\displaystyle C_{5}H_{12}} | {\displaystyle C_{6}H_{14}} |
| ----------------------------------------------- | ------ | ---- | ------ | ---- | ---- | --- | ---------------------- | -------------------------- | -------------------------- | --------------------------- | --------------------------- | --------------------------- |
| Температура кипения, {\displaystyle ^{\circ }C} | -268,9 | -246 | -185,8 | -153 | -108 | -63 | -161                   | -88                        | -42                        | -0,5                        | +36                         | +69                         |

Атом гелия настолько мал и дисперсионные силы при взаимодействии атомов гелия такие слабые, что гелий не может существовать в кристаллическом состоянии даже при обычном давлении и 0К. Причина этого — существование нулевой кинетической энергии, которая для гелия больше, чем энергия связи. Наличие кинетической энергии ядер в связанных атомах (при 0К) является следствием соотношения неопределённостей Гейзенберга.
Энергия связи для гелия {\displaystyle E_{kinetic}={\frac {(\vartriangle p)^{2}}{2m}}={\frac {h^{2}}{2m(\vartriangle x)^{2}}}=0,200} кДж/моль, где m — масса атома Гелия.
Поэтому, {\displaystyle \vartriangle E_{kinetic}>E_{call}} и кристаллическое состояние не может реализоваться даже при 0К. Лишь при большом внешнем давлении гелий может перейти в кристаллическое состояние.
Все межмолекулярные взаимодействия (их часто объединяют общим названием — взаимодействие Ван дер Вальса) можно выразить в таком виде:
{\displaystyle U=-{\frac {A}{r^{6}}}.}
Ориентационное, индукционное и дисперсионное взаимодействия делают разный вклад в энергию связи. Для атомов и неполярных молекул {\displaystyle U_{or}} и {\displaystyle U_{ind}} равны нулю и остается только дисперсионное взаимодействие. Вклад ориентационных и индукционных сил увеличивается с ростом дипольного момента молекул. В молекуле {\displaystyle CO\mu =0,12D} (1D-дебай={\displaystyle 3,33564\cdot 10^{-30}} Кл * м) {\displaystyle U_{or}} вносит 0,005 %, а {\displaystyle U_{or}} — 14,4 %, {\displaystyle U_{ind}} — 4,2 %; В {\displaystyle HBr\mu =0,78D,} {\displaystyle U_{or}} — 3,3 %, {\displaystyle U_{ind}} — 2,2 %; {\displaystyle HC1\mu =1,03D,U_{or}} — 14,4 %, {\displaystyle U_{ind}} — 4,2 %.
Благодаря приведенным формулам можно сделать вывод, что даже для очень полярных молекул дисперсионное взаимодействие делает огромный вклад.

## Межмолекулярные взаимодействия в твердом теле
Для кристаллических твёрдых тел, содержащих органические молекулы, и ряда близких случаев, оказалось возможным организовать разбиение пространства между входящими в данное твёрдое тело молекулами с привлечением поверхность Хиршфельда. Данное разбиение позволило проводить количественное сравнение вкладов различных видов межмолекулярных взаимодействий (водородная связь, пи-галоген, галоген-галоген и т. п.) в общий баланс межмолекулярных взаимодействий и между собой как для одной молекулы, так и для сравнения разных молекул.

## Межмолекулярные взаимодействия между молекулярными ионами
Частным случаем межмолекулярных взаимодействий является взаимодействие между молекулярными ионами. В этом случае интенсивность и вид вовлекаемых типов взаимодействий зависит от сложности молекулярного иона, величины и пространственного распределения в нем зарядов и функциональных групп. Особыми частными случаями являются взаимодействия анион-анион, и катион-катион.